# Hoz de Valdivielso
Hoz de Valdivielso es una población del municipio Merindad de Valdivielso, perteneciente a la comarca de Las Merindades, en el norte de la Provincia de Burgos, comunidad autónoma de Castilla y León, España.

## Contexto geográfico
En el Valle de Valdivielso, atravesado por el río Ebro y flanqueado por la sierra de la Tesla y el alto de la Mazorra, se puede visitar este bello pueblecito que está al pie de la Tesla, en el inicio de una garganta montañosa que lleva a Tartales de los Montes.

## Demografía
Evolución de la población
| Gráfica de evolución demográfica de Hoz de Valdivielso entre 2000 y 2017 |
|                                                                          |
| Población de derecho (2000-2017) según el padrón municipal del INE       |

## Patrimonio

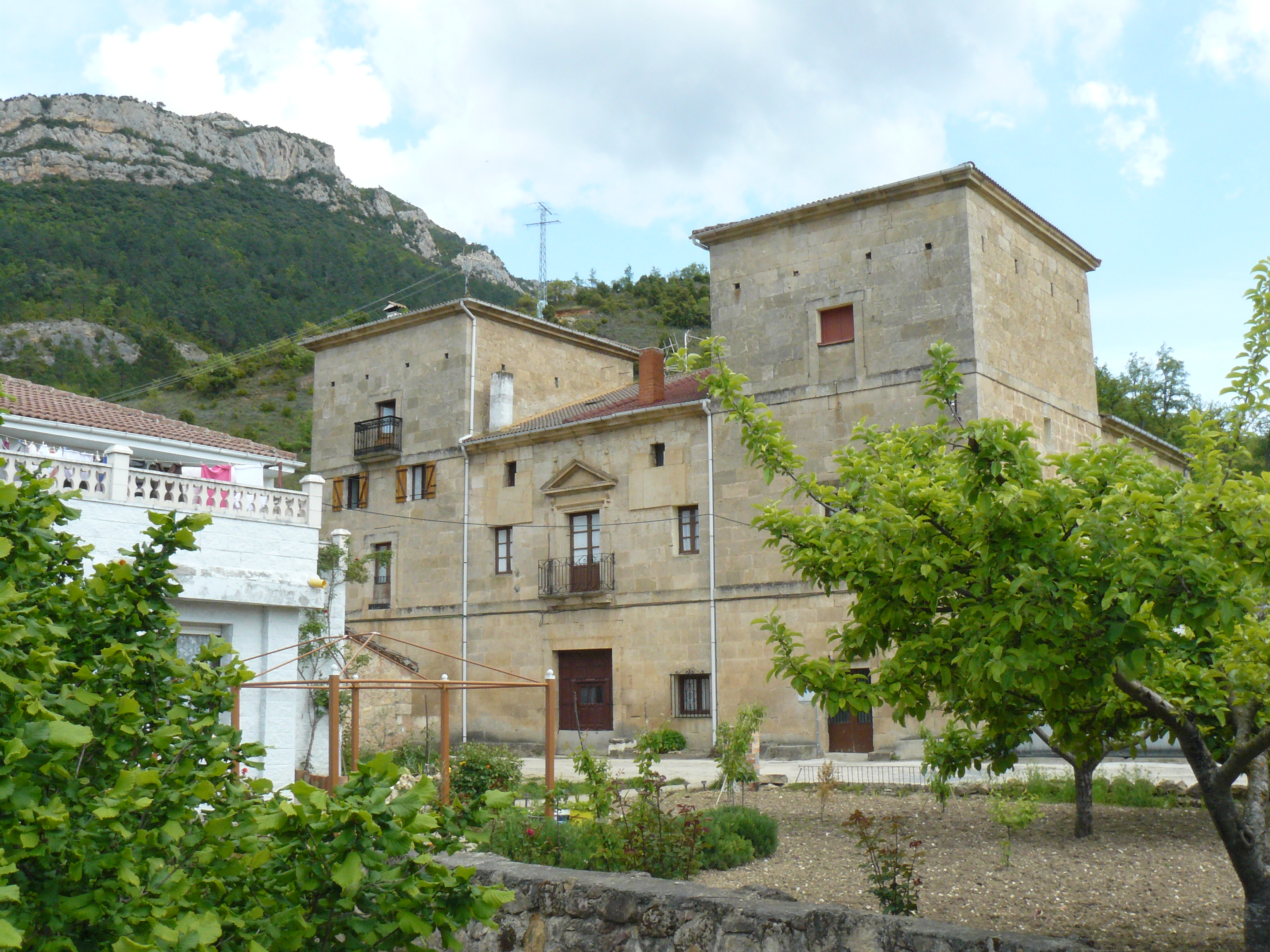
Palacio de los Ruiz, en Hoz de Valdivielso.

Centran la mirada sobre el lugar el herreriano Palacio de los Ruiz, la antigua escuela, sus casonas y la iglesia de San Cornelio y San Cipriano, que consta de una sola nave con un brazo en el crucero. Su ábside es gótico del siglo XV.
Hoz también posee dos ermitas en estado de ruina. La Ermita de San Roque se encuentra saliendo del pueblo dirección Oña. Si se toma el camino rural que hay a mano derecha, además de llegar a esta ermita se puede caminar hasta el río Ebro -aguadero-, zona de baños de especial belleza.
La Ermita de la Virgen de las Eras se aprecia mientras se sube al pueblo vecino, pero antes hay que llenar la cantimplora en la fuente de "Peñavera" o "Piñavera". Se sigue observando el paisaje de rocas y pozas por el que discurre un arroyo que cae en cascada. Antes de llegar a ésta, conviene descansar y echar un vistazo a Hoz desde el mirador. Llegando al túnel se puede ver el antiguo camino que subía a Tartalés de los Montes, fácilmente accesible desde la salida del pasadizo.
La Iglesia de San Miguel, en Tartalés, es románica del siglo XIII. Dejando la típica plaza central a la derecha y si apetece, es posible seguir el sendero que asciende hacia la Tesla, desnivel que con 25 km de longitud tiene entre sus puntos culminantes al monte San Mamés (1269 m). Éste posee un buzón y un nacimiento colocado por la asociación burgalesa de senderismo El Celemín.
Desde aquí se divisa, junto a las localidades de Medina de Pomar y Villarcayo, el Castillo de Urría, fortificación del siglo XIV concebida para controlar el paso de la antigua vía medieval que servía para llevar a Burgos y al resto de Castilla los productos del Cantábrico. Este mismo camino permitía transportar la lana merina castellana hacia el norte. Siguiendo la senda del cresterio se llega a Peña Corba (1329 m), coronada por un vértice y un pequeño buzón.

## Historia
La historia de la Merindad de Valdivielso está ligada a las órdenes religiosas, ya que en el siglo IX se establece en el valle un grupo de eremitas cuya influencia social no dejará mucha huella debido a su solitaria condición. Por el contrario, los monjes de San Pedro de Tejada, en Puentearenas, controlan pequeños núcleos campesinos, crean parroquias y favorecen la repoblación.
En el siglo XIII, el monasterio de San Salvador de Oña extiende su dominio al valle. A partir de ahí formará parte del Concejo Mayor de las Merindades de Castilla la Vieja. Sus regidores, fieles a costumbres paganas, se reúnen en la dehesa de Quecedo bajo la encina que ilustra el escudo consistorial.
Lugar , denominado entonces La Hoz, en el Partido de Abajo uno de los cuatro en que se dividía la Merindad de Valdivielso en el Corregimiento de las Merindades de Castilla la Vieja, jurisdicción de realengo con regidor pedáneo.
A la caída del Antiguo Régimen queda agregado al ayuntamiento constitucional de Merindad de Valdivielso , en el partido de Villarcayo perteneciente a la región de Castilla la Vieja.
Así se describe a Hoz de Valdivielso en el tomo IX del Diccionario geográfico-estadístico-histórico de España y sus posesiones de Ultramar, obra impulsada por Pascual Madoz a mediados del siglo XIX:

Lugar en la provincia, diócesis, audiencia territorial y capitanía general de Burgos (12 leguas), partido judicial de Villarcayo (3 ½), y ayuntamiento titulado de la Merindad de Valdivielso (2); Situado al pie de una cuesta denominada Tesla, donde le combate principalmente el viento N; su clima es bueno y las enfermedades más comunes son constipados, hidropesías y alguna que otra pulmonía. Tiene unas 20 casas con un palacio construido en el siglo VII; una escuela de primeras letras frecuentada por 15 alumnos de ambos sexos, cuyo maestro está dotado con 15 fanegas de trigo; 2 fuentes dentro de la población y varias en el término, todas de excelentes aguas; una iglesia parroquial (Santos Cornelio y Cipriano) servida por un cura párroco y un sacristán; y dos ermitas (Nuestra Señora de las Heras y San Roque), ambas en el término, la primera entre la citada cuesta y el pueblo, y la otra al S de este. Confina N Tártales; E Pañizares; S Condado y O Val-Hermosa. El terreno es arcillosa con mezcla de greda, arenoso y en algunos puntos calcáreo; cruza por él el río Ebro que nace en las inmediaciones de Reinosa, sobre el cual hay diferentes pontones de madera; al N y E se encuentran montes poblados de varios arbustos y algunas encinas. Caminos: los de servidumbre en mediano estado. Correos: la correspondencia se recibe de Villarcayo por los mismos interesados, y llega y sale los lunes. Producciones: manzanas, uvas, y toda clase de cereales; ganado vacuno; caza de perdices y algún jabalí, y pesca de truchas, barbos, anguilas y peces. Industria: la agrícola y un molino harinero bastante regular. Población: 13 vecinos, 49 almas. Capital imponible: 428.400 reales. Imponible: 41.313 reales.
Diccionario geográfico-estadístico-histórico de España y sus posesiones de Ultramar

## Una ruta por el valle de Valdivielso
El puerto de la Mazorra es un buen sitio para contemplar las aproximadamente 12.000 hectáreas de terreno de Valdivielso, resguardado por espesas y variadas masas forestales.
Se baja hasta Valdenoceda -torre gótica de los Velasco (siglo XVI) e iglesia románica de San Miguel (siglo XII)- para un poco más adelante tomar la primera desviación a la derecha. Se llega así a Quintana, que destaca por el Colegio de Huérfanos, su palacio fortificado renacentista de San Martín y la torre almenada de Loja, del siglo XV.
Si se cruza el río Ebro se va hacia Puente Arenas, donde conviene acercarse a la abadía de San Pedro de Tejada (siglo XII), auténtica joya del románico. De nuevo en la carretera, se divisan pueblos como Quecedo -Palacio de los Huidobro (siglo XV-XVI), casa de los Gómez, formaciones montañosas de los Cárcabos, las llamadas cuevas de los Moros (14 nichos excavados en la roca durante la época altomedieval)-, Población -Iglesia plateresca de San Pedro-, Arroyo -Casa palacio de los Bustamante- y Valhermosa -Torre de los Saravia-.
Dejando Hoz atrás se sigue hasta Panizares -formas geológicas de "los cuchillos", bosque de tejos-. Se continúa hacia Cereceda y se disfruta del paraje que rodea al puente que vuelve a cruzar el río.
A la derecha del puente hay un sendero que bordea el río y que lleva a la cueva de Sagredo, a la que no se aconseja acceder ya que existe riesgo de desprendimiento. Se pasa el embalse de Cereceda y el túnel para coger la N-232 y dirigirse, en sentido inverso, hacia Condado -Iglesias de San Pedro y Santa María-, Toba -castillo de Malvecino, siglo XIV- y Santa Olalla -Iglesia de San Isidoro, del siglo XVI y con portada barroca.
La vía conduce hasta El Almiñé, que posee un conjunto románico importante y una antigua calzada que asciende a la ermita de Nuestra Señora de la Hoz. Esta formaba parte del camino medieval que servía para transportar los frutos frescos del Cantábrico hacia Burgos y Madrid.

## Flora
En las zonas húmedas u orientadas al norte hay boj, madroño, acebo, chopo, fresno, roble, pino pinaster y algunas hayas solitarias. En las zonas secas predominan encinas, enebros y quejigos.

## Fauna
La componen jabalíes, corzos, tejones, zorros, buitres, halcones y diferentes especies de águilas: real, perdicera y culebrera.

## Fiestas y costumbres
El día 16 de septiembre celebran la festividad de sus patrones los santos Cornelio y Cipriano con misa, juegos, bailes y atracciones folklóricas. Destacan los juegos de tuta y bolos.
Hay otra fiesta que se celebra el día 16 de agosto: "San Roque", en honor al santo de la ermita en ruinas que se encuentra a la salida del pueblo. Suele hacer mucho calor, ya que se celebra en pleno verano. Para hacer la fiesta más entretenida, por la noche suele haber una verbena para los más jóvenes.

## Parroquia
Iglesia católica de San Cornelio y San Cipriano, dependiente de la parroquia de Condado en el arciprestazgo de Merindades de Castilla la Vieja, diócesis de Burgos.